# Сысоев, Николай Николаевич (океанолог)
Никола́й Никола́евич Сысо́ев (10 декабря 1909 года — 23 апреля 1964 года, Окуловка, Новгородская область) — советский учёный-океанолог, лауреат Сталинской премии (1951).

## Биография
После окончания вуза работал в Государственном гидрологическом институте в Ленинграде: инженер, начальник опытно-конструкторского отдела.
С 1942 по 1946 год служил в РККА, заместитель начальника Центрального конструкторского бюро по гидрометеорологическому приборостроению.
После демобилизации приглашён в Институт океанологии на должность главного инженера. В 1951—1963 годы — заместитель директора, в 1953—1955 — и. о. директора института.
Начальник 15-го, 23-го, 24-го, 28-го, 29-го и 32-го рейсов НИС «Витязь». Специалист по морской технике и аппаратуре.
Похоронен на Головинском кладбище.

## Научная деятельность
Кандидат технических наук.
Один из создателей новой стратегии океанологических исследований с крупных научно-исследовательских судов типа плавучих морских научных институтов. Впервые внедрил практику проведения исследовательских работ с судна на якоре с постановкой на глубине до 9000 м и более, а также методику длительных (до года и более) исследований на автономных океанологических буях.
Автор 150 научных работ и более 70 оригинальных океанологических приборов.

## Награды
- Орден «Знак Почёта» (27.03.1954)
- Медаль «За победу над Германией в Великой Отечественной войне»[4]
- Сталинская премия (1951) в области науки 2 степени (геолого-географические науки) — за океанологические исследования (в составе авторского коллектива)[5]

## Память
В его честь названы подводные горы:
- гора Сысоева[англ.] в Тихом океане (координаты: 41°50′ с. ш. 144°50′ в. д.HGЯO)[6][7] — близ места, где сочленяются Курило-Камчатский жёлоб и Японский жёлоб
- гора Сысоева (Sysoev seamount) в Атлантическом океане (система — Срединно-Атлантический хребет)(15°25′ ю. ш. 6°27′ з. д.HGЯO)[8] — поблизости располагается остров Святой Елены и ранее открытая подводная гора Наполеона, в связи с чем у горы Сысоева имеется перекликающееся с горой Наполеона альтернативное название гора Багратиона / Bagration seamount[9][10].